# WEM Graf Arnim
Die Lokomotive Graf Arnim der früheren Waldeisenbahn Muskau (WEM) ist eine laufradsatzlose, schmalspurige Dampflokomotive mit drei Kuppelradsätzen. Die von Krauss 1895 gebaute Maschine ist seit 2021 wieder betriebsfähig. Es handelt sich um die älteste erhaltene Dampflokomotive mit der Spurweite von 600 mm in Deutschland.

## Geschichte
Die Gräflich von Arnim'sche Kleinbahn bezog zur Betriebsaufnahme 1895 und kurz danach (1896 und 1899) drei Tenderlokomotiven von der Lokomotivfabrik Krauss & Comp., München. Die erstgebaute Maschine (mit der Fabriknummer 3311) erhielt den Namen des Eigentümers, GRAF ARNIM. Diese Lokomotive bekam Anfang der 1930er-Jahre einen Schlepptender beigestellt, welcher von einem 1919 mit der Fabriknummer 8171 bei Orenstein & Koppel gebauten B-Kuppler stammte, um die Reichweite auf dem ausgedehnten Waldbahnnetz zu erhöhen. Sie war aber weiterhin auch ohne Schlepptender einsatzfähig. Die anderen beiden bei Krauss beschafften Tenderlokomotiven sind bereits bis 1945 ausgemustert worden; die GRAF ARNIM hingegen wurde 1951 von der Deutschen Reichsbahn (DR) übernommen und erhielt bei dieser die Betriebsnummer 99 3301.
Von 1939 bis 1955 wurde die Maschine als Ausbildungs- und Rangierlokomotive auf dem WEM-Hauptnetz, dem Betriebsbahnhof Krauschwitz und in den Tongruben eingesetzt. Später war die Lokomotive, wie schon vor 1939, auf der mit dem restlichen Netz der Waldeisenbahn seit 1933 nicht mehr verbundenen Strecke Weißwasser–Tzschelln/ Ruhlmühle stationiert; sie wurde in einem eigenen Lokschuppen des Bahnhofs Tiergarten Ost am Ortsausgang von Weißwasser untergestellt. Nachdem die „Tzschellner Inselstrecke“ 1966 stillgelegt worden war, wurde die Lokomotive abgestellt und nur noch für Notfälle vorgehalten.
Nach einer 1969 durchgeführten Hauptuntersuchung im Raw Stendal kam die 99 3301 zur Pioniereisenbahn Cottbus, wo sie 1970 als Pionierlok 04 in Betrieb genommen wurde. Zwischen 1987 und 1994 war die Lok abermals abgestellt, die Bundesgartenschau 1995 in Cottbus ermöglichte jedoch eine erneute Hauptuntersuchung des C-Kupplers und die Wiederinbetriebnahme zum hundertjährigen Jubiläum. GRAF ARNIM ist auch heute noch bei der seit 1990 Parkeisenbahn Cottbus genannten Bahn vorhanden, musste jedoch 2008 wegen eines Kesselschadens abgestellt werden.
2019 begann die denkmalgerechte Aufarbeitung mit Spendengeldern des Vereins zur Förderung der Cottbuser Parkeisenbahn e. V., (Denkmal-)Mitteln der Bundesrepublik Deutschland, des Landes Brandenburg und der Stadt Cottbus. Im Herbst 2021 ist die mittlerweile 125-jährige Maschine in der Lokwerkstatt Žamberk (Tschechien) fertiggestellt worden und kommt seit dem 26. Oktober 2021 bei der Parkeisenbahn Cottbus wieder zum Einsatz.

## Technische Merkmale
Die Lokomotive ähnelt in vielen Merkmalen den ebenfalls von Krauss hergestellten Lokomotiven der Bauart „Zwilling“ für die Heeresfeldbahnen oder Kolonialbahnen.
Sie besitzt einen Innenrahmen sowie ein außen liegendes Zweizylinder-Nassdampf-Triebwerk mit Stephenson-Steuerung (offene Exzenterstangen) und einfacher Dampfdehnung. Die Zylinder haben Flachschieber. Auffällig ist der Funkenfänger-Kobelschornstein Bauart Rose sowie das abgesenkte, recht geräumige Führerhaus. Vor dem Schornstein ist ein Dampfläutewerk Bauart Latowski angebracht. Die Lok verfügt seit Anbeginn nur über eine Handbremse. Mittels eines handbetätigten Sandstreuers können die Schienen zwischen dem ersten und zweiten sowie zweiten und dritten Radsatz besandet werden.
1963 erhielt der Kessel einen neuen, geschweißten Dampfdom und einen seitlich angebrachten Dampfregler in der Bauart der Brigadelokomotiven. Die ursprünglichen Federwaag-Sicherheitsventile wurden im Rahmen dieses Umbaus gegen solche der Bauart Ackermann ausgetauscht. Die früher verwendeten Restarting-Injektoren von Körting ersetzte man durch Strube-Dampfstrahlpumpen.
Die Hauptuntersuchung 1969 im Raw Stendal brachte weitere Änderungen, u. a. eine mittels Turbogenerator gespeiste, elektrische Beleuchtung. Der Schlepptender erhielt 1969 ebenfalls eine Aufarbeitung, dabei ersetzt man den ursprünglich genieteten Aufbau durch einen geschweißten mit größerer Höhe und entfernte die hölzernen Aufsatzbretter.
Bei der nächsten Hauptuntersuchung, 1974 im Raw Görlitz durchgeführt, erfolgten abermals tiefgreifende Umbauten an der Lokomotive: Der Rahmenwasserkasten wurde in Folge voranschreitender Korrosion trockengelegt, womit sich der Wasservorrat verringerte und eine ungünstige, höherer Schwerpunktlage der Lok ergab. Die seitlichen Wasserkästen ersetzte man gegen geschweißte Neubauten, die Dachhaut des Führerhauses wechselte von Blech zu Holz, wobei auch der erhöhte Lüftungsaufsatz entfiel. Der Schornstein wurde aufgrund der niedrigen Durchfahrtshöhe unter einer neuen Straßenbrücke über die Strecke der Pioniereisenbahn Cottbus stark eingekürzt.
Später wurde der originale Dampfentnahmestutzen gegen eine, für die kleine Maschine unverhältnismäßig große Schweißkonstruktion ersetzt, die gleicherart an den Neubaukesseln der sächsischen IV-K-Lokomotiven zu finden ist. Auch bei den Kesselspeiseventilen erfolgte ein Austausch gegen Standardbauteile der Deutschen Reichsbahn. Die Mittelpufferkupplungen wurden 1995 mit Trichterpuffern versehen und entsprechend der Kupplungshöhe der Parkeisenbahn Cottbus in einer höheren Position montiert. Der Kessel behielt jedoch bis heute seine geschweißte Kupferfeuerbüchse aus den 1950er-Jahren.
Im Rahmen der 2019 begonnenen Hauptuntersuchung wurde die 99 3301 weitestgehend in den baulichen Zustand der 1950er- bis frühen 1960er-Jahre zurückversetzt. Neben der Vollaufarbeitung aller dem Verschleiß unterworfenen Baugruppen zählen zu der Restaurierung u. a. eine komplette Neugestaltung des Führerstandes, angelehnt an das historische Vorbild (neuer Dampfentnahmestutzen mit Röhrendisposition, zwei liegende Giudici-Injektoren und ein bauzeitliches Plattenfeder-Manometer zur Anzeige des Kesseldrucks), ein neues Führerhausdach mit Lüftungsaufsatz und davor montierter Mittelton-Dampfpfeife, nachgegossene Rückwandfensterrahmen, Türen mit Holzverkleidung, Einbau einer Fußbodenheizung, Wiederherstellung des Dampfdoms in der ursprünglichen Form mit davorliegendem Regler (Reglerzugstange durch Dampf- und Sanddom geführt) und den beiden Federwaag-Sicherheitsventilen, neue Kesselspeiseventile der Bauart Krauss, Neugestaltung der Rauchkammertür, Reaktivierung des Rahmenwasserkastens (mit zwei Prüfhähnen rechts), neue abnehmbare Seitenwasserkästen (mit zwei weiteren Prüfhähnen rechts), ein kleiner Kohlevorratsraum mit Deckel auf der linken Lokseite, Batteriefach mit Abdeckklappe auf der rechten Lokseite, ein neuer Kobelschornstein in der ursprünglichen Länge, Neuanfertigung aller Rohrleitungen (teils aus Kupfer), originale Patrick-Öler (funktionslos) auf den Zylindern, vier neue Schmiergefäße in Zwiebelform nach Originalvorlage, eine akkugespeiste elektrische Anlage, eine neue, hochklappbare Tenderbrücke (über die gesamte Fahrzeugbreite), neue Lok-Tender Verbindungen für Wasser und Beleuchtungsstrom, Verstärkung der Tenderrahmenkopfstücke, ein vollständig neuer, genieteter Tenderaufbau mit Bretteraufsatz, Neuanfertigung aller früher vorhandenen Werkzeugkästen und -fächer, neue, höhenversetzbare Kupplungen der WEM-Bauart, neue Bahnräumer mit Rangierertritten, Laternenhalter an Lok und Tender (dort abnehmbar), eine schwarz-rote Lackierung sowie die zeittypische Beschilderung außen (neue Fabrikschilder nach Originalvorlage) sowie im Führerstand.
Die Lokomotive kann in Kombination mit dem Schlepptender künftig an Betriebsvorräten 2,6 m³ Wasser und 1,0 Tonnen Kohle mitführen.